# Арнольд Максиміліан Юрійович
Максиміліан Юрійович (Георгійович) Арнольд (рос. Максимилиа́н Юрьевич (Георгиевич) Арно́льд, 1838 — грудень 1897) — російський архітектор, технік-будівельник, професор архітектури.

## Біографія

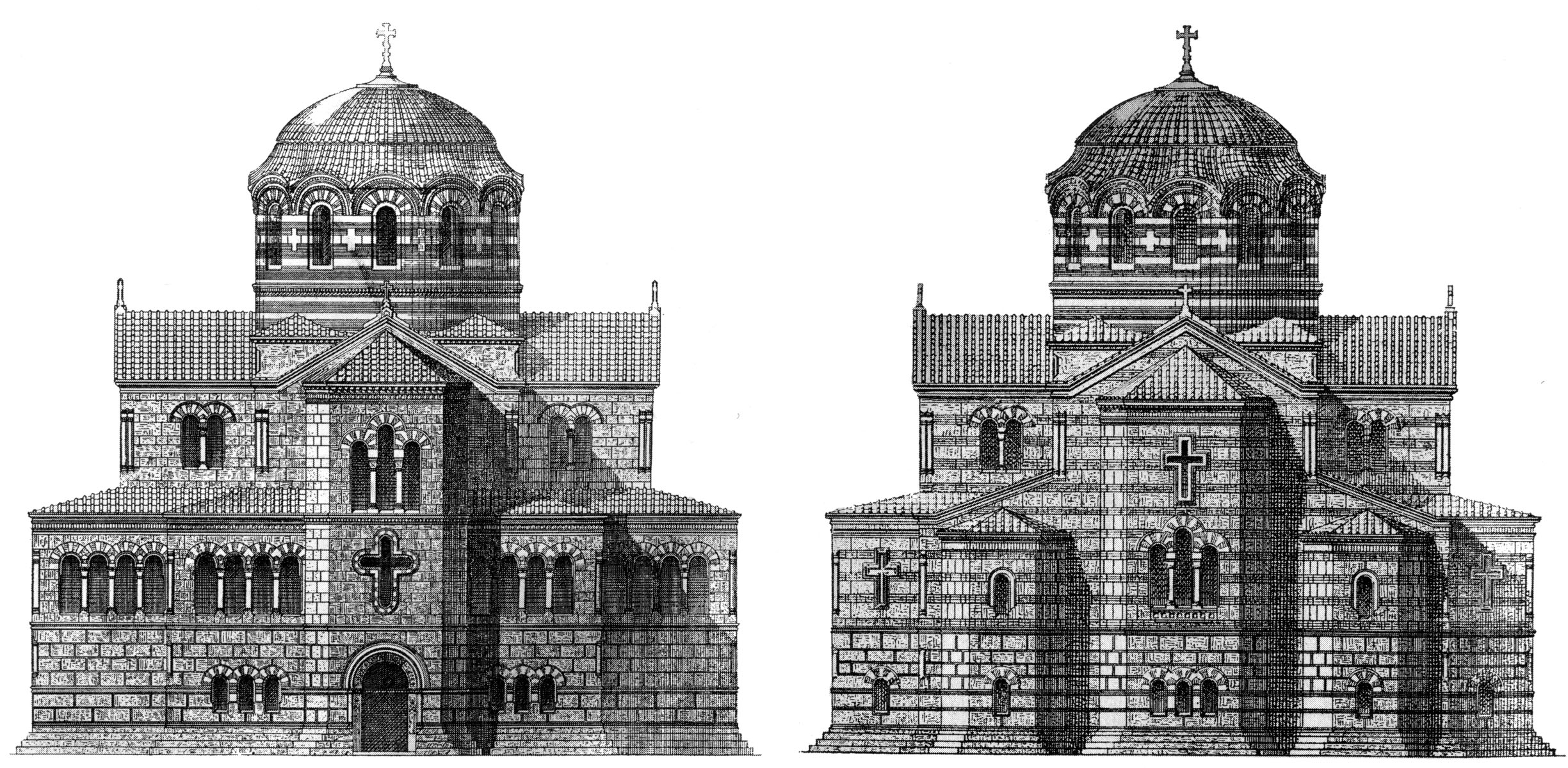
Володимирський собор

Максиміліан Юрійович народився в сім'ї обер-офіцера. У 1856 році закінчив Будівельне училище в Санкт-Петербурзі зі званням архітекторського помічника. Отримав чин колезького секретаря. У 1856 році призначений на посаду помічника архітектора будівельно-дорожньої комісії Нижегородської губернії, відряджений для вишукувальних робіт з прокладання залізниці між Волгою і Доном. 20 березня 1857 зарахований до головного будівельного управління МВС у Санкт-Петербурзі, брав участь у будівництві нового шпиля над дзвіницею Петропавлівського собору в Санкт-Петербурзі.
У 1858 році призначений помічником архітектора будівельної та дорожньої компанії в Нижньогородській губернії. З 1862 року помічник архітектора 1-го окружного будівельно-технічного комітету МВС, приймав іспити у техніків-будівельників. До 1868 року отримав чин «колезький асесор». У 1860-х роках займався будівництвом ряду будівель для Московсько-Курської залізниці, у тому числі звів дерев'яну будівлю Нижегородського вокзалу в Москві. З 1872 року очолював кафедру історії архітектури в Будівельному училищі і Інженерній академії Санкт-Петербурга. У 1873 році за наукову діяльність був удостоєний звання інженера-архітектора.

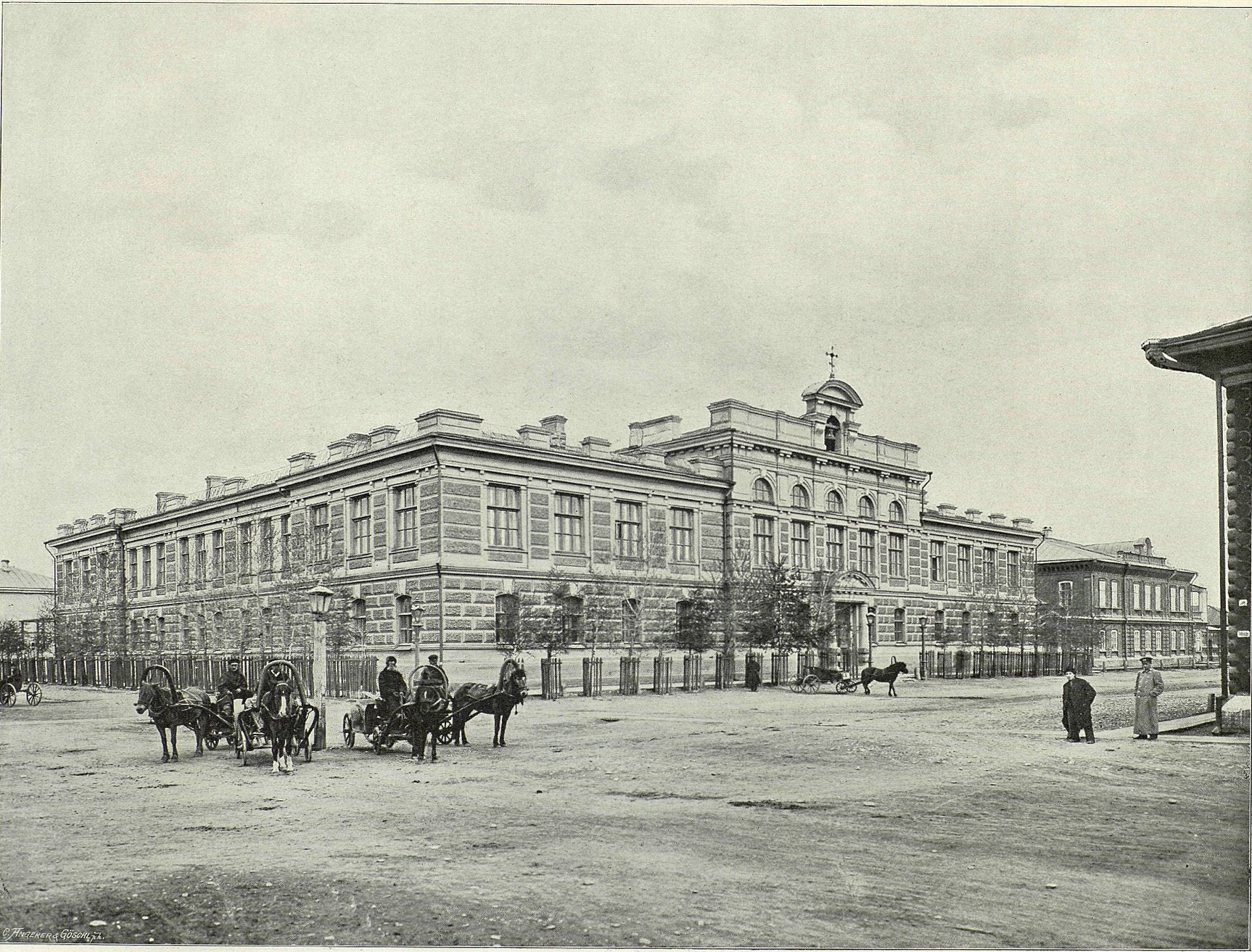
Чоловіча гімназія, Красноярськ

Під час Російсько-турецької війни — співробітник уповноваженого з будівництва лазаретів в тилу діючої армії. Керував будівництвом декількох будівель для установ Червоного Хреста. У 1874–1877 роках закінчував будівництво храму Св. Володимира в Херсонесі за проектом архітектора Д. І. Грімма.
За рекомендацією архітектора О. К. Бруні в 1880 році направлений до Томська для спорудження будівлі Томського університету (1880–1881 рік). Був усунений від робіт. У 1880 році йому було доручено також відновлення Троїцького кафедрального собору (обрушився в 1850 році).
У 1883–1884 роках — на посаді міського архітектора міста Красноярська. У 1880-х роках будував лютеранську церкву в Тарту спільно з І. С. Кітнером і В. А. Шретером. Переведений до Забайкалля. До 1888 року перебував на посаді молодшого архітектора Забайкальської казенної палати. З 1888 року — завідувач 2-м відділенням казенної палати Чити. У 1890–1893 роках входив до комісії зі спорудженні будівлі пошти і телеграфу. Брав участь у проектуванні та будівництві винної монополії акцизного управління, Тріумфальної арки.
Писав статті з питань будівельної механіки для журналу «Зодчий». Почесний мировий суддя. Був членом Петербурзького товариства архітекторів.

## Проекти
- Нижегородський вокзал (1860–1861, Москва), не зберігся;
- Будинок художника (1876, Севастополь);
- Володимирський собор (Херсонес Таврійський), за проектом Д. І. Грімма (1874–1877, Севастополь);
- Будівля жіночої гімназії (1882, Красноярськ, пр. Миру, 83);
- Торговий дім Н. Г. Гадалова (1884, Красноярськ, пр. Миру, 88);
- Будинок чоловічої гімназії, спільно з Є. М. Александровим (1889, Красноярськ, вул. Леніна, 70);
- Лютеранська церква, спільно з І. С. Кітнера і В. А. Шретер (1880-і, Тарту);
- Будівлі поштово-телеграфної контори (1893, Чита).

## Публікації
- Два слова в ответ г. Р. К.//Зодчий. 1873. Вып. 1. С. 17.
- Дом Красноярской женской гимназии//Зодчий. 1885. Вып. 7-8. С. 49-51.
- Дом предварительного заключения в Петербурге//Зодчий. 1877. Вып. 1. С. 9.
- К вопросу о конкурсах//Зодчий. 1872. Вып. 4. С. 60-63; Вып. 5. С. 66-68; Вып. 6. С. 80-84.
- Конкурсный проект женской исправительной тюрьмы в Петербурге//Зодчий. 1872. Вып. 10. С. 158–166.
- Нагревательные приборы воздушного отопления//Зодчий. 1885. Вып. 5-6. С. 38-41.
- О равновесии клина. (Вступление к исследованию устойчивости сводов)// Зодчий. 1879. Вып. 2. С. 19-27; Вып. 5. С. 63-67; Вып. 9
- Очерк архитектурной деятельности в г. Севастополе//Зодчий. 1877. Вып. 1. С. 7-8.
- Расчет аналитической стропильной фермы//Зодчий. Вып. 10. С. 119–128,
- Расчет ферм методом Риттера//Зодчий. 1873. Вып. 10-11. С. 114–121.
- Случай из строительной практики//Зодчий. 1885. Вып. 3-4. С. 18-22.
- Храм св. Владимира в Херсонесе. Расчет устойчивости//Зодчий. 1875. Вып. 10-12. С. 124–129.
- Цинковые кровли, предложенные строителям храма в Херсонесе//Зодчий. 1877. Вып. 2. С. 16-17.